# Pecaroecus javalii
Pecaroecus javalii ist eine Art der Tierläuse, die als Ektoparasit Nabelschweine befällt. Es ist der einzige Vertreter der Gattung Pecaroecus und diese wiederum die einzige in der Familie Pecaroecidae.

## Merkmale
Weibchen sind 6,9 mm lang und 1,45 mm breit, Männchen 6,3 × 1,4 mm. Der langgestreckte Kopf verbreitert sich hinten etwas. Die Antennen sind fünfgliedrig, das erste Glied ist das breiteste. Die Augen sind deutlich und tragen eine Augenborste. Der Thorax ist länger als breit. Die Beine sind groß, der Femur des ersten Beins ist verdickt, ein markanter Tibialdaumen ist vorhanden. Das Abdomen ist seitlich gelappt und trägt deutliche, höckerartige Paratergalplatten. Die rückenseitigen Borsten sind größtenteils in einer einzelnen Querreihe je Segment angeordnet, was die Gattung von Microthoracius unterscheidet. Zudem ist das Hinterende der Weibchen gelappt.
Charakteristika zur Identifizierung sind:
- Kopf lang und schlank, deutlich länger als der Thorax
- Kopf in der gleichen Ebene am Thorax ansetzend
- Paratergiten als Höckerchen
- wenig beborstet
- Abdomen schmaloval mit kleinen höckerartigen Paratergiten an den Segmenten 3 bis 8
- Vorkommen bei Nabelschweinen